# Keine Lust
Keine Lust je singl německé industrialmetalové skupiny Rammstein. Byl vydán 28. února 2005 jako čtvrtý singl z alba Reise, Reise.
Videoklip ukazuje členy skupiny jako staré a obézní, kteří se po dlouhé době opět setkávají. Jediný klávesista Flake Lorenz je hubený, mentálně postižený a hraje na klávesy na invalidním vozíku. Video bylo nominováno na MTV Europe Music Awards v listopadu 2005.
Skladba je dodnes často hraná na koncertech skupiny, má své místo na kompilaci Made in Germany 1995-2011.

## Tracklist
Německý CD Single
1. Keine Lust - 3:44
2. Keine Lust (Remix No.1) Od Clawfinger - 4:37
3. Keine Lust (The Psychosonic Remix) Od DJ Druga - 5:02
4. Keine Lust (Bozz Remix) Od Azada - 3:52
5. Keine Lust (Jazz Remix) Od Clawfinger - 4:11
6. Keine Lust (Black Strobe Remix) - 7:08
7. Keine Lust (Curve Remix) Od Front 242 - 3:40
8. Keine Lust (Ich zähl die Fliegen Remix) Od Krieger - 3:30

Britský CD Single
1. Keine Lust - 3:44
2. Ohne dich (Mina Harker's Version) Remix od Laibach - 4:09
3. Mutter (Orchestrová verze)

Britský DVD Single
1. Keine Lust Audio - 3:44
2. Mein Teil Audio - 4:26
3. Mein Teil (Video) 4:25
4. Making of 'Mein Teil' - 11:38

Britský 7" Vinyl Single
1. Keine Lust - 3:44
2. Du hast (Live aus Berlin) - 4:27

12" Vinyl Single
1. Keine Lust (Black Strobe Remix)
2. Keine Lust (Black Strobe Remix Instrumental)
3. Keine Lust (Curve Remix)
4. Keine Lust (Curve Remix Instrumental)